# Phasicnecus tristis
Phasicnecus tristis är en fjärilsart som beskrevs av Felder. Phasicnecus tristis ingår i släktet Phasicnecus och familjen Eupterotidae. Inga underarter finns listade i Catalogue of Life.